# Ctimene obnubilata
Ctimene obnubilata là một loài bướm đêm trong họ Geometridae.